# The Wonder of You
The Wonder of You è un brano musicale scritto da Baker Knight.
Originariamente la canzone era stata scritta per Perry Como, ma il cantante non volle inciderla e quindi fu passata ad un altro artista della RCA, Ray Peterson.

## Il brano
Nel 1959, Peterson pubblicò il brano come singolo negli Stati Uniti. La canzone si rivelò un successo da Top 40 in classifica per lui, piazzandosi alla posizione numero 25 della Billboard Hot 100. In Gran Bretagna, lo stesso anno il brano venne registrato da Ronnie Hilton, la sua versione raggiunse la posizione numero 22 nella classifica inglese dei singoli. La versione più famosa rimane comunque quella di Elvis Presley pubblicata nel 1970.

### La versione di Elvis Presley
Elvis Presley pubblicò il brano su singolo il 20 aprile 1970. Negli Stati Uniti, il singolo ebbe un dignitoso successo dove raggiunse la posizione numero 9 in classifica nella primavera del 1970, mentre in Gran Bretagna The Wonder of You si rivelò uno dei più grandi successi di sempre per Presley, raggiungendo la vetta della classifica e restandoci per sei settimane consecutive nell'estate dello stesso anno. The Wonder of You è una delle circa trentacinque canzoni che Elvis spesso eseguiva in concerto, ma che non incise mai in sala di registrazione. Il brano pubblicato da Presley su singolo è infatti una versione dal vivo ripresa da un concerto a Las Vegas del febbraio 1970. Il nuovo arrangiamento per il brano, venne scritto dal pianista Glen D. Hardin, da poco entrato a far parte della band di Elvis. Intuendo il potenziale della canzone, il produttore Felton Jarvis, prese i nastri della registrazione del concerto, li portò in studio, e sostituì i cori delle Sweet Inspirations con quelli di un gruppo di coriste di studio al fine di eliminare le imprecisioni riscontrate nella versione dal vivo.

### Tracce singolo
1. The Wonder of You (Baker Knight) - 2:34
2. Mama Liked The Roses (John Christopher) - 2:47

## Popolarità nel mondo del Calcio
La canzone è stata adottata dalla squadra di calcio inglese Port Vale F.C. che fa risuonare nello stadio il brano prima di ogni partita in casa, frequentemente i tifosi cantano un testo diverso sulla melodia. Anche la squadra dell'Arsenal utilizza il brano come proprio inno e lo suona prima di ogni match casalingo.

## Cover
- Nei primi anni sessanta i Platters registrarono la canzone, la loro versione apparve nella compilation The Platters--30 Golden Hits uscita negli anni settanta.
- Nel 1969, i The Sandpipers pubblicarono l'album intitolato The Wonder of You che comprendeva una cover della canzone.
- Nel 2000 Nelson Riddle ha pubblicato un album strumentale dal titolo The Wonder of You.
- La band punkabilly uruguaiana dei Rudos Wild ha registrato una cover del brano per il loro album Psychos With Wax! del 2007.

## Nella cultura di massa
Nell'ottava serie del manga Le bizzarre avventure di JoJo, JoJolion, del famoso mangaka Hirohiko Araki, lo Stand di Tōru (l'antagonista principale), Wonder of U, prende il nome dal brano.